# Замок Керлаверок
Замок Керлаверок (англ. Caerlaverock) — средневековый шотландский замок в области Дамфрис-энд-Галловей, на юго-западе Шотландии. Ранее, в 200 метрах южнее нынешнего расположения замка, был деревянный форт, который по какой-то причине был покинут. В наше время находится под государственной опекой.

## История замка
Первые упоминания о Керлавероке относятся к 1220 году  и описывают его, как деревянный форт в 200 метрах южнее нынешнего расположения замка. По какой-то причине форт был покинут, и примерно в 1270 году был выстроен новый замок с тем же названием. Основатель и хозяин замка Герберт Максвелл, принадлежал к одному из влиятельнейших кланов Шотландии.
В 1296 году Эдуард I Плантагенет, король Англии, захватил Шотландию  и принудил многих шотландцев принести ему клятву верности. Среди присягнувших был Герберт Максвелл и его сын Джон. Вскоре шотландцы подняли мятеж. В 1300 году Эдуард вторгся в Галлоуэй, один из очагов сопротивления, и обрушил свой гнев в том числе и на замок Керлаверок.
Армия Эдуарда I состояла из 87 рыцарей и 3000 воинов. Осада длилась недолго, и вскоре лорд Максвелл и его гарнизон из 60 человек, были взяты в плен. Замок оставался в руках англичан вплоть до 1312 года. Хранителем замка в то время был не кто иной как родственник Герберта Максвелла, сэр Юстас Максвелл, который, будучи приграничным лордом, продемонстрировал замечательный талант быть слугой двух хозяев — в 1312 году он присягнул шотландскому королю Роберту Брюсу.
После смерти Брюса в 1329 году корону унаследовал его малолетний сын Дэвид II и в Шотландии вновь началась борьба за власть. Сэр Юстас немедленно переметнулся на сторону Эдварда Баллиоля, который хотел сместить Брюсов с трона. В 1332 году сэр Юстас восстановил и укрепил Керлаверок и передал его в распоряжение Баллиоля.
В XV веке замок был частично перестроен лордом Гербертом Максвеллом, 1-м лордом Максвеллом, и его сыном Робертом, 2-м лордом Максвеллом, а в XVI веке Керлаверок вновь фигурирует в описаниях конфликтов между Англией и Шотландией. В 1542 году перед битвой при Солуэй Мосс замок посетил король Яков V. В том сражении шотландцы потерпели сокрушительное поражение, кроме того англичане пленили Роберта, 5-го лорда Максвелла. Вскоре он был освобожден, но ненадолго — в 1544 году англичане вновь взяли его в плен и захватили замок Керлаверок.
Через год шотландцам удалось отбить замок. Известно, что в 1593 году хозяином замка был Роберт, 8-й лорд Максвелл, и то что Керлаверок был «отлично укреплен и внутри него работало много людей». В 1603 году шотландский король Яков VI взошёл на английский трон, и после большого количества войн, на границе наступил мир.
К концу XVIII века замок стал популярной туристической достопримечательностью, а в 1946 году был передан под государственную опеку.